# Mawson-Kraton

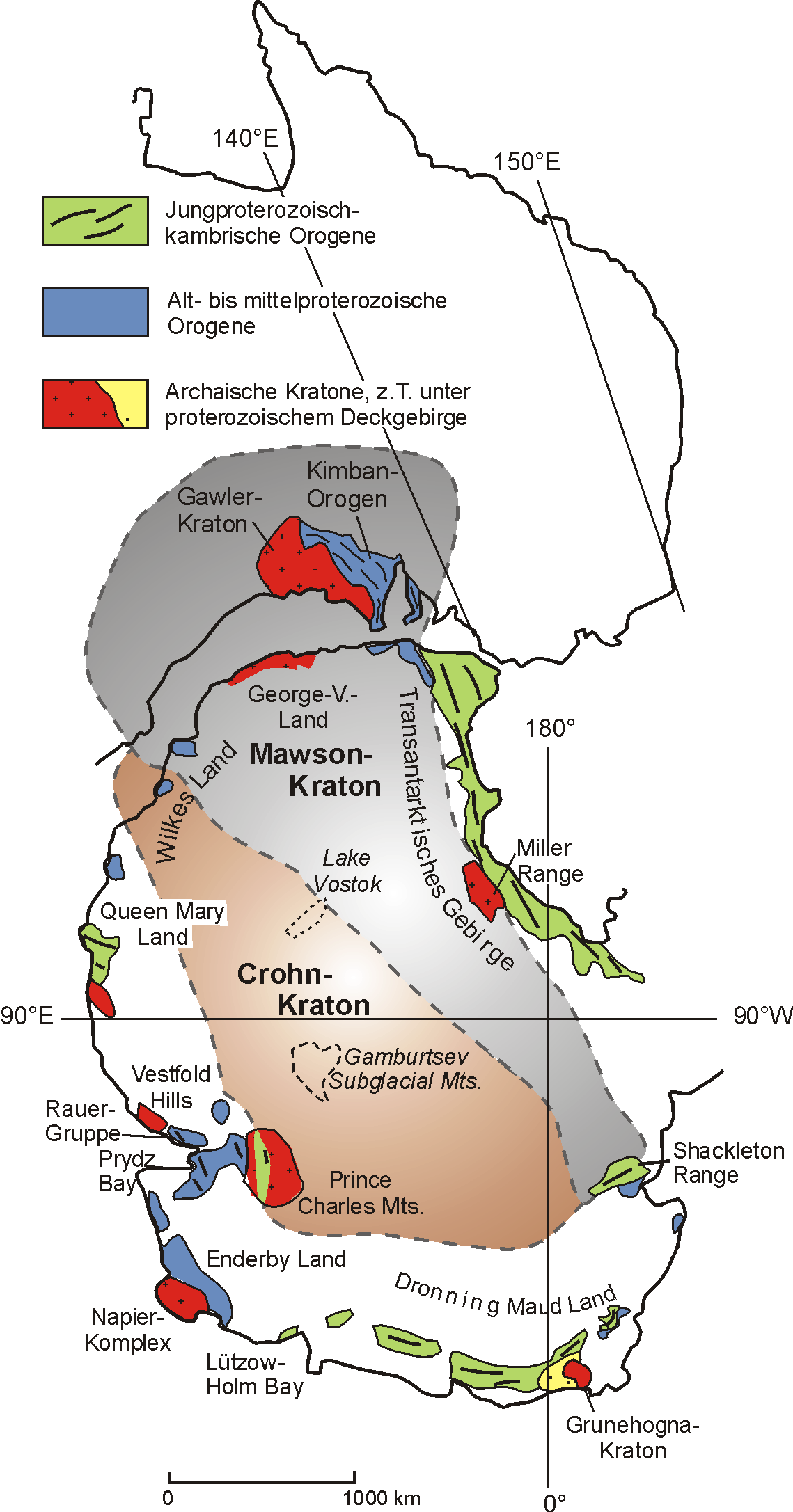
Der Mawson-Kraton in seiner angenommenen maximalen Ausdehnung.

Der Mawson-Kraton (auch Mawson-Kontinent oder Mawson-Block) war ein während des Mesoproterozoikums entstandener Kraton, der den heutigen Gawler-Kraton in Südaustralien und einen Teil des Ostantarktischen Kratons umfasst. Benannt wurde der Kraton nach dem australischen Geologen und Polarforscher Douglas Mawson, die erste wissenschaftliche Beschreibung erfolgte durch den Geologen Mark Fanning im Jahre 1995 als Mawson Block. Am besten erforscht ist der Zusammenhang zwischen den eisfreien Regionen von King George V. Land an der Küste Antarktikas und der gegenüberliegenden Küste Südaustraliens.
Definiert wurde die Existenz des Mawson-Kratons durch die Nimrod-Orogenese und Kimban-Orogenese vor rund 1700 Millionen Jahren (mya) aus verschiedenen älteren Krustenfragmenten, deren Alter bis zu 2,56 Milliarden Jahren zurückreicht. Seine Ausdehnung innerhalb des antarktischen Kontinents ist aufgrund der Eisbedeckung wenig gesichert. Da auch in der Miller Range des Transantarktischen Gebirges und der Shackleton Range eine Gebirgsbildung vor 1700 Millionen Jahre nachweisbar ist, nehmen Geologen an, dass der antarktische Teil des Kratons nahezu die gesamte Ostantarktis umfasst. Allerdings wurden auch geophysikalische Daten publiziert, die einen wesentlich kleineren Anteil des Mawson-Kratons an der Ostantarktis annehmen lassen. Besonders die Existenz des bis zu 3400 m hohen, aber vollkommen eisbedeckten Gamburzew-Gebirges ist inmitten eines seit dem Ordovizium nicht mehr von Orogenesen betroffenen Kratons nur schwer zu interpretieren. In neueren Veröffentlichungen wird daher der dem Indischen Ozean zugewandte Teil des Ostantarktischen Kratons mit dem Grundgebirge der südlichen Prince Charles Mountains als Crohn-Kraton bezeichnet, der erst während der Pinjarra-Orogenese vor 1080 Millionen Jahren mit dem Mawson-Kraton kollidierte. Im Zuge dieser Gebirgsbildung entstand ein Kontinent, der das heutige Australien und Ostantarktika umfasste.
Vor etwa 540 Millionen Jahren kollidierte dieser Kontinent mit Teilen des heutigen Afrika und Indien und wurde Teil des Superkontinents Gondwana. Die tektonische Auftrennung des Mawson-Kratons erfolgte im oberen Jura um 160 mya mit Grabenbruchbildung zwischen Antarktika und Australien. In der oberen Kreide entwickelte sich bis 43 mya eine Ozeanbodenspreizung, die zu deren Separierung und Trennung des Terre Adélie-Kratons vom Gawler-Kraton führte.

## Geologie

### Bestandteile und Lage

Heutige Geographische Karte Antarktikas mit Schelfeis-Gebieten und Randmeeren
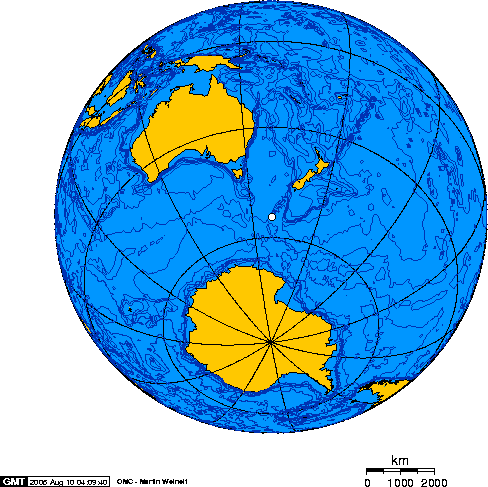
Heutige geographische Situation von Antarktika und Australien
Lage von Südaustralien
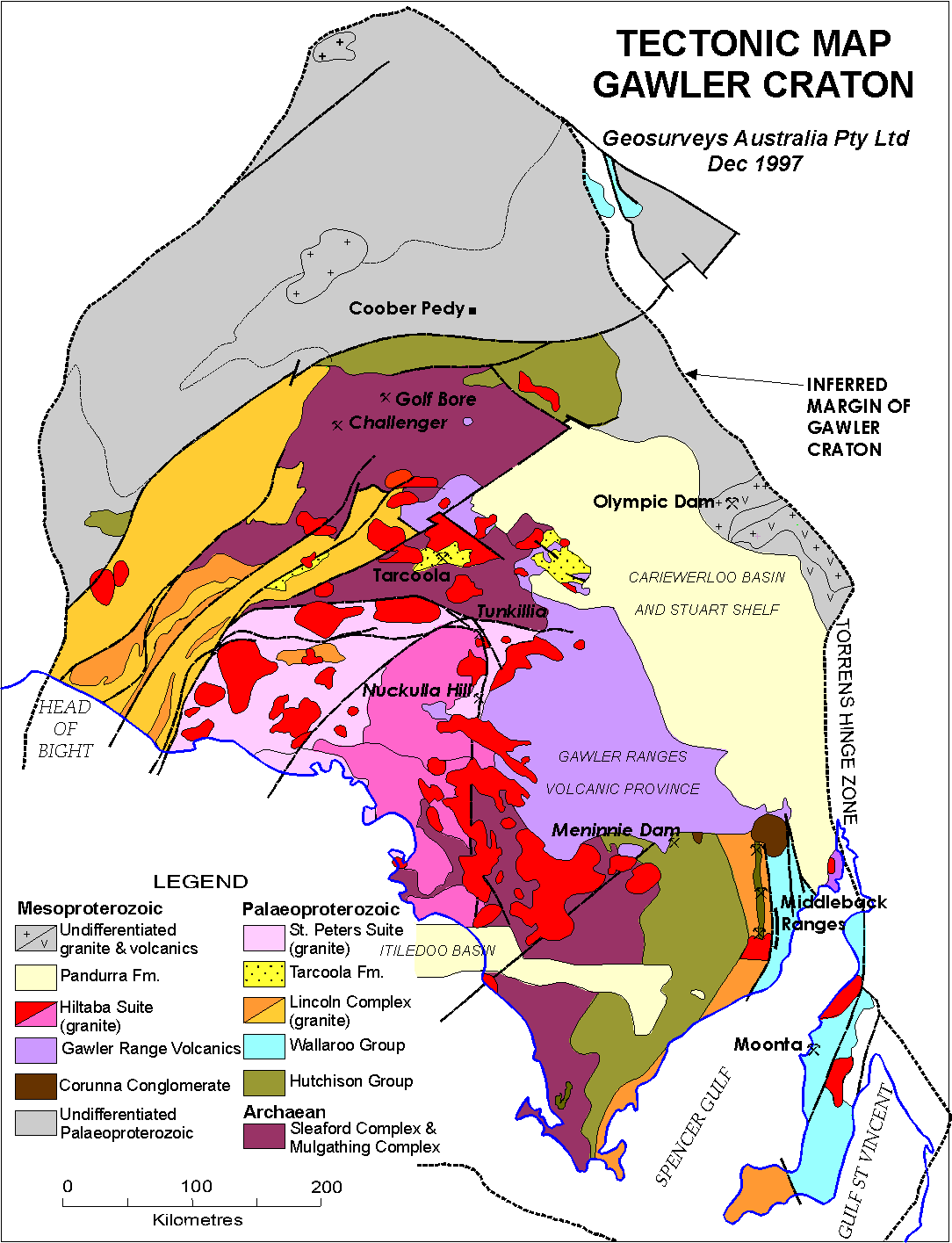
Geologische Karte des Gawler-Krations

Der Mawson-Kraton bestand aus dem ursprünglich zusammenhängenden australischen archaischen Gawler-Kraton und dem Terre Adélie-Kraton sowie der ostantarktischen archaischen Miller Range und der paläoproterozoischen Shackleton Range.
Die Aufschlüsse der Miller Range treten entlang der Westflanke des Marsh-Gletschers zu Tage. Die bedeutendste geologische Einheit ist die Nimrod Group, deren ältesten Gesteine bis zu 3.100 mya alt sind. Das kristalline Grundgebirge der paläoproterozoischen Shackleton Range beisst am südöstlichen Ende des Filchner-Ronne-Schelfeis aus, wo es als Fenster innerhalb der Read Mountains sichtbar ist. Für deren wenig erforschte Gesteine und geologische Historie wird ein Alter von 2.000 bis 1.900 mya vermutet. Diese geologischen Einheiten erstrecken sich an inlandseitigen Bereichen des Ross-Orogens bzw. des heutigen Transantarktischen Gebirges.
Die australischen und ostantarktischen kratonischen geologischen Einheiten bilden den Nukleus des Mawson-Kratons. Die Gawler- und der Terre Adélie-Kratone weisen eine vergleichbare geodynamische Historie auf. Sie unterscheiden sich jedoch deutlich von denen der Miller und Shackleton Range. Alle unterlagen gemeinsamen orogenen Prozessen, woraus geschlossen wurde, dass sie ursprünglich tektonisch benachbart waren. Jedoch bestand zwischen den australischen und ostantarktischen Kratonbestandteilen keine unmittelbare tektonische Verbindung.
Die ostantarktischen Kratonblöcke sind größtenteils unter dem mächtigen Antarktischem Eisschild verborgen, welcher geologische Untersuchungen erschwert. Neben der üblichen oberflächennahen Beprobung kommen insbesondere Fernerkundungen zur Ermittlung von verborgenen geologischen Strukturen eingesetzt. Sie können per Satelliten oder Luftfahrzeugen erfolgen, wobei verschiedenen Methoden zum Einsatz kommen.
Wesentliche Merkmale, die zur Hypothese des Mawson-Kratons führten, waren Orogenesen und tektonomagmatische Prozesse, die sich an den jeweiligen Kratonbereichen ereigneten.

### Östlicher Kratonbereich
Am östlichen bzw. dem heutigen Pazifik zugewandten Kontinentalrand ereigneten sich die Nimrod- und die Kimbam-Orogenesen. Diese tektonischen Prozesse werden zusammengefasst als Nimrod-Kimban-Orogenese bezeichnet, die mit Subduktion von Lithosphärenplatten und dem Schließen von Ozeanbecken zusammen hingen. Zeitlich fallen sie etwa in die Formierungsspanne des hypothetischen Superkontinents Columbia, der sich ab ca. 2.000 mya entwickelte.

#### Nimrod-Orogenese
Während der Nimrod-Orogenese kollidierte der Beardmore-Mikrokontinent mit dem südöstlichen Rand des Mawson-Kratons. Der Beardmore-Mikrokontinent bildete einen schmalen und durchgehenden terranen Streifen, der jedoch nicht freigelegt ist und sich wahrscheinlich vom zentralen transantarktischen Gebirge der Antarktis bis zum südaustralischen Rand erstreckte. Zwischen beiden wurde die Nimrod Group der Miller Range und das Grundgebirge der Shackleton Range eingeklemmt. Die Nimrod-Orogenese stellt ein bedeutendes Ereignis zwischen 1.730 und 1.720 mya dar. Sie ist das älteste registrierte orogene Ereignis Ostantarktikas. Belege finden sich u. a. in Zirkonen von magmatischen Protolithen (Ausgangsgesteinen) archaischer Gneise sowie metamorphe Überprägungen. Ein in den Gneisen eingeschalteter Eklogitblock erfuhr um 1.720 mya eine metamorphe Umkristallisation.

#### Kimban-Orogenese

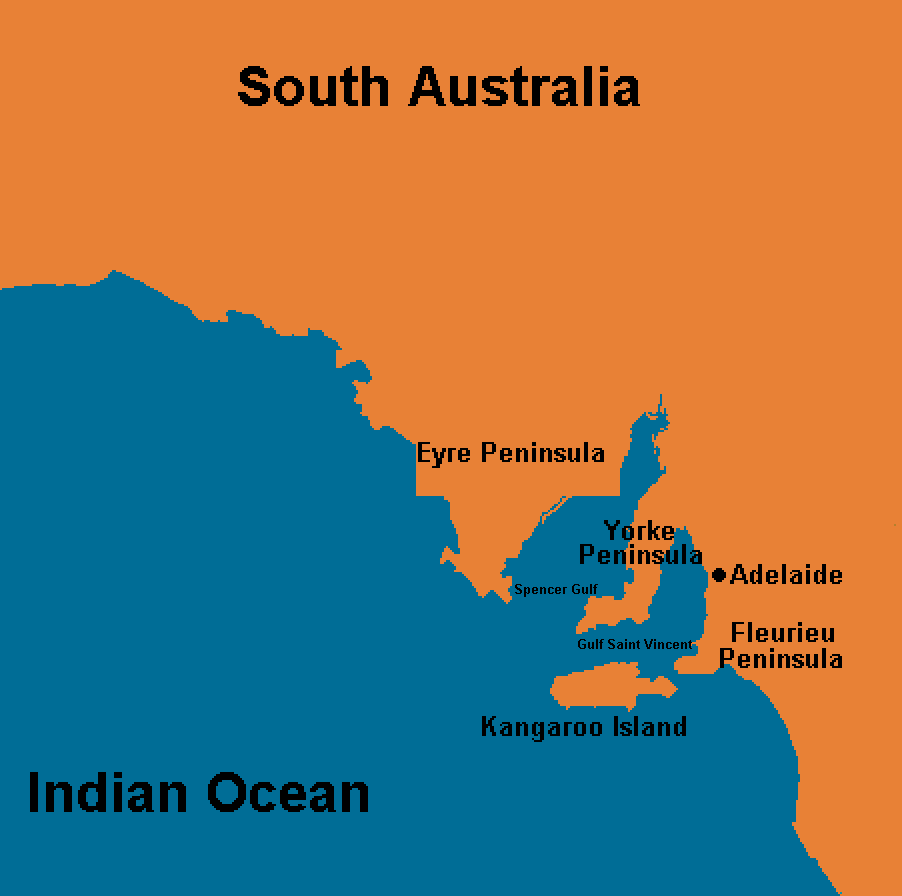
Lage der Eyre- und Yorke-Halbinsel

Die Kimban-Orogenese ereignete sich von 1.730 bis 1.690 mya zwischen dem noch verbundenen südaustralischen Gawler-/Terre Adélie-Kraton sowie dem östlich liegenden hypothetischen Curnamona-Kraton. Sie wird als ein tiefgreifender tektono-vulkano-metamorpher Prozess während einer transpressionaler Phase verstanden. Er ist besonders dokumentiert auf der südaustralischen Eyre-Halbinsel, ein südlicher Bestandteil des Gawler-Kratons. Diese Halbinsel ist charakterisiert durch die unterschiedlichen lithostratigraphische Zonen der Cleve- und die Spencer Domain, die durch die hochgradig beanspruchte Kalinjala Shear Zone getrennt werden. Diese Scherzone kann bis zur Mertz shear Zone im Terre Adélie-Kraton weiter verfolgt werden. Beide stellen eine Geosutur am östlichen Kratonrand dar, die die westlichen archaischen von den jüngeren östlichen Krusteneinheiten trennen. Auswirkungen der Kimban-Orogenese erfassten auch zentrale Bereiche des Gawler-Kratons mit Sedimentationen und Vulkanismus.

### Nördlicher und westlicher Kratonbereich
Während der folgenden geodynamischen Entwicklung des Mawson-Kratons ereigneten sich am nördlichen und westlichen Rand weitere magmatischen und tektonischen Prozesse.

#### Magmatische Abfolgen
Im späten Proterozoikum bildeten sich die magmatischen Abfolgen der Tunkillia und Ifould (1690 bis 1670 mya) Suiten sowie der St Peter Suite (1620 bis 1610 mya). Die St Peter Suite schließt westlich an die Eyre-Halbinsel und nimmt einen Großteil des südlich-zentralen Südaustraliens ein. Sie grenzt westlich an den Mulgathing Complex. Getrennt werden beide durch die Coorabie Fault Zone. Am nördlichen Rand der St Peter Suite sind die Tunkillia und Ifould Suiten aufgeschlossen.

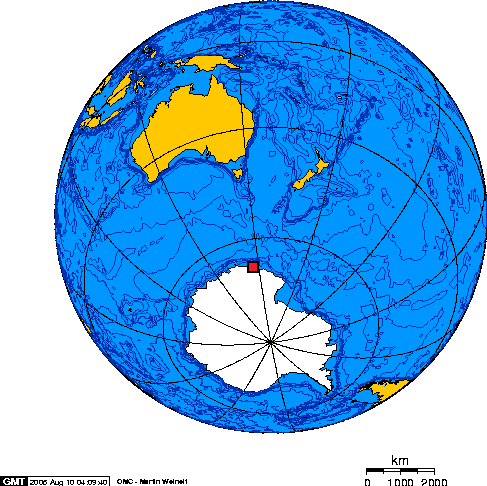
Lage der benachbarten Mertz-Gletscher und Ninnis-Gletscher

Es folgte die magmatischen Extrusionen von Vulkaniten und Plutoniten in der Hiltiba Suite (1600 bis 1580 mya) und in der Gawler Ranges (1600 bis 1580 mya). Die Magmatite der Hiltiba Suite sind weit verbreitet im australischen Teil des Mawson-Kratons. Korrelierende Vorkommen existieren auch am westlichen Rand des Terre Adélie-Kratons und möglicherweise auch zwischen dem ostantarktischen Mertz-Gletscher und dem Ninnis-Gletscher.
Diese magmatischen Extrusionen sind gekennzeichnet durch oberflächennahe Plutonite und mächtige flach ausgebreiteten Vulkaniten. Deren Ursachen sind noch nicht ausdiskutiert. Vielfach werden anorogene inselbogentypischen Intrusionen entlang aktiver Kontinentalrändern bzw. Subduktionszonen angeführt. Alternativ oder in Kombination dazu könnten Magmas aus einem Mantelplume aufgestiegen sein.
Diese magmatischen Abfolgen sind charakterisiert durch große Vorkommen an gold-, nickel-, eisenhaltigen und anderen Erzen.

#### Orogenesen
Zwischen 1.570 und 1.540 mya entwickelte sich die Kararan-Orogenese nördlich und westlich der Karari Fault Zone. Sie ist das jüngste proterozoische orogene Ereignis im Gawler-Kraton und definiert die dortigen archaischen Ränder des australischen Mawson-Kratonteils bzw. Gawler-Kratons. Die tektonischen Einheiten nördlich und westlich der Karari Fault Zone enthalten keine archaischen Protolithe (Ausgangsgesteine). Die bedeutendste tektonische Einheit bildet die Nawa Domän. Sie erstreckt sich entlang der Karari Fault Zone am nordwestlichen Kratonrand und bildete sich aus allochthonen (ortsfremden) Terranen, die während Subduktionsprozessen an den Kratonrand akkretierten. Die Paragneisprotolithe der Nawa Domain lagerten sich um 1.740 mya ab und wurden anschließend metamorph überprägt. Die Karari Fault Zone kann daher als Geosutur angesehen werden. Obwohl diese Orogenese wegen des mächtigen antarktischen Eisschildes nicht direkt in Ostantarktika weiter verfolgt werden kann, kommen in Sedimentgesteinsablagerungen korrelierender geographischer Längen detritische (verschleppte)Zirkone vor, die vergleichbare pretrologische Eigenschaften und Alter wie die vom westlichen Gawler-Kraton aufweisen. Diese Zirkone stammen aus Bereichen des Transantarktischen Gebirges. Deren Spitzenwerte datieren zwischen 1.580 und 1.520 mya, welche der Kararan-Orogenese zugeordnet werden können.
Weiter westlich der Nawa Domän bildete sich der wenig untersuchte Coompana Block. Er liegt weitgehend unter mächtigen Sedimentpaketen verborgen. Einige Aufschlüsse treten im Süden von Westaustralien zu Tage und werden als Nornalup Complex bezeichnet. Dessen Paragneisprotolithe sind jünger als die der Nawa Domain. Deren Alter ist noch unbekannt. Sie bildeten sich während der Kararan-Orogenese und akkretierten an den Westrand des Mawson-Kratons. Zwischen 1.505 und 1.450 mya wurden sie von Plutoniten intrudiert. Deren Auftreten steht in Verbindung mit dem Wiederaufarbeiten von Scherzonen im Mawson-Kraton während der Akkretionsphase.

### Auftrennung des Mawson-Kratons
Die Auftrennung des Mawson-Kratons hängt mit dem Zerfall Gondwanas während eines globalen Dehnungssystems zusammen. In Ostantarktika bildeten sich ab dem Devon mehrere Becken mit umfangreichen Sedimentationen, wie z. B. die Beacon Supergroup und die Amery Group. Deren mächtige Ablagerungssequenzen bilden ein weit verbreitetes Deckgebirge auf Grundgebirgseinheiten West- und Ostantarktikas.
Die tektonische Auftrennung des Mawson-Kratons erfolgte im oberen Jura um 160 mya mit Grabenbruchbildung zwischen Australien und Antarktika. In der oberen Kreide entwickelte sich um 83 mya eine Ozeanbodenspreizung, die um 43 mya zur vollständigen Separierung der beiden Kontinentalmassen führte.
Der Terre Adélie-Kraton wurde vom Gawler-Kraton getrennt und bildete mit der Miller Range und der Shackleton Range den antarktischen Teil des Mawson-Kratons. Der Gawler-Kraton verblieb weiterhin im australischen Kontinent.